# Variété finslérienne
En mathématiques, et en particulier en géométrie la notion de  longueur d'un arc joue un rôle important. Il est fortement lié à la notion de tangente et de vitesse d'une courbe. Une variété finslérienne (ou variété de Finsler) est une variété différentielle admettant sur ses espaces tangents une norme faible permettant de mesurer la longueur des arcs.

## Définition et exemples élémentaires
Une variété finslérienne {\displaystyle C^{k}}est la donnée d'une variété différentielle lisse {\displaystyle M} et en chaque point {\displaystyle m} de {\displaystyle M} d'une fonction {\displaystyle F(m,\cdot )} à valeurs réelles sur l'espace tangent {\displaystyle T_{m}M}, telle qu'en tout point {\displaystyle m} de la variété {\displaystyle M}, {\displaystyle F(m,\cdot )} est une norme faible, c'est-à-dire qu'elle satisfait les propriétés suivantes :
1. (Positivité) Elle est positive, i.e., {\displaystyle \forall v\in T_{m}M,F(m,v)\geqslant 0};
2. (Séparation) Elle est définie au sens où  {\displaystyle \forall v\in T_{m}M,F(m,v)=0\iff v=0};
3. (Homogénéité positive) Pour tout nombre réel positif {\displaystyle t}, et pour tout vecteur {\displaystyle v} de {\displaystyle T_{m}M}, {\displaystyle F(m,tv)=t\cdot F(m,v)};
4. (Inégalité triangulaire) Pour tout couple de vecteurs {\displaystyle v} et {\displaystyle w} de {\displaystyle T_{m}M}, {\displaystyle F(m,v+w)\leqslant F(m,v)+F(m,w)},

Pour tout champs de vecteurs {\displaystyle X}de {\displaystyle M} la fonction {\displaystyle m\mapsto F_{m}(X_{m})} est de classe {\displaystyle C^{k}}.
La fonction {\displaystyle F} est appelée métrique de Finsler, et on dit que la variété est munie d'une structure finslérienne. Si la norme faible est une norme, c'est-à-dire si pour tout vecteur {\displaystyle v} de {\displaystyle T_{m}M}, {\displaystyle F(m,-v)=F(m,v)}, on dit que la métrique est réversible.

### Remarques
Une définition restrictive consiste à remplacer l'inégalité triangulaire par la convexité quadratique de {\displaystyle F}, c'est-à-dire à exiger que le hessien de {\displaystyle F^{2}} soit défini positif. Par hessien on entend la forme bilinéaire suivante : 
{\displaystyle g_{m,v}(V,W)={\frac {1}{2}}{\frac {\partial ^{2}}{\partial s\partial t}}{\bigr [}F^{2}(m,v+sV+tW){\bigl ]}{\Bigg |}_{s,t=0}\forall v,V,W\in T_{m}M}.
Une autre manière de parler de la convexité quadratique revient à dire que le sous ensemble convexe {\displaystyle B_{F}(m)=\{v\in T_{m}M\mid F(m,V)\leqslant 1\}} , appelé boule unité de {\displaystyle F} au point {\displaystyle m}, admet en chaque point de son bord un ellipsoïde osculateur à l'ordre deux. Il revient au même de dire que la courbure de Gauss du bord de {\displaystyle B_{F}(m)} est strictement positive en tout point. Il est entendu que dans ce cas la fonction {\displaystyle F} doit être suffisamment régulière pour que lesdits objets existent. On appelle tenseur fondamental le tenseur {\displaystyle g} dans ce cas.

### Exemples
- Un espace vectoriel muni d'une norme faible. Si la norme est quadratiquement convexe on parle de norme de Minkowski.
- Une variété riemannienne, qui correspond au cas où {\displaystyle F^{2}} est une forme quadratique définie positive en tout point de la variété. Dans ce cas, {\displaystyle {\bigl (}T_{m}M,F(m,\cdot ){\bigr )}} est un espace euclidien pour tout point {\displaystyle m} de {\displaystyle M} et le tenseur fondamental est égal à la forme bilinéaire symétrique définie positive associée à la forme quadratique {\displaystyle F^{2}}.
- Les métriques de Randers, qui sont construites à partir d'une métrique riemannienne en la perturbant par une 1-forme. Plus précisément, si {\displaystyle (M,g)}est une variété riemannienne et {\displaystyle \alpha } est une forme différentielle de degré un sur la variété, dont la norme est strictement plus petite que 1 (c'est-à-dire si {\displaystyle \alpha _{m}(v)<{\sqrt {g_{m}(v,v)}}} pour tout {\displaystyle v\in T_{m}M} et tout {\displaystyle m\in M}), on peut définir la métrique de Finsler suivante {\displaystyle F(m,v)={\sqrt {g_{m}(v,v)}}-\alpha _{m}(v)}. Dans ce cas, la boule unité est encore un ellipsoïde, mais il n'est plus centré en l'origine.
- Les géométries de Hilbert[1]. Elles sont définies à l'intérieur d'un sous-ensemble convexe ouvert et borné d'un espace euclidien comme suit. Soit  {\displaystyle \Omega } un tel ensemble convexe de l'espace euclidien {\displaystyle (\mathbb {R} ^{n},||.||)}. On considère un point {\displaystyle p\in {\mathcal {\Omega }}} et un vecteur {\displaystyle v\in \mathbb {R} ^{n}} (dans ce cas l'espace tangent est identifié à {\displaystyle \mathbb {R} ^{n}}). La droite passant par le point {\displaystyle p} et dirigée par le vecteur {\displaystyle v} intersecte le bord de l'ensemble convexe en deux points {\displaystyle a} et {\displaystyle b} (ce qui est également une caractérisation des ensembles convexes). On pose alors{\displaystyle F(p,v)=||v||\cdot {\frac {1}{2}}{\biggl (}{\frac {1}{||p-a||}}+{\frac {1}{||p-b||}}{\biggr )}}

## Longueur d'une courbe, géodésiques
Si {\displaystyle (M,F)} est une variété finslérienne, on peut définir la longueur d'une courbe {\displaystyle \gamma \colon [a,b]\to M} qui est {\displaystyle C^{1}} par morceaux à l'aide de la formule suivante{\displaystyle L(\gamma )=\int _{a}^{b}F{\bigl (}\gamma (t),{\dot {\gamma }}(t){\bigr )}dt{\text{.}}}Les géodésiques sont les courbes qui minimisent la longueur entre les points de leurs images.

### Remarques
L'homogénéité positive de la métrique de Finsler implique que la longueur d'une courbe reste invariante par reparamétrisation croissante. Attention au fait que si la métrique n'est pas réversible le sens de parcours influe sur sa longueur.
Lorsque la métrique est suffisamment lisse le calcul des variations nous permet de faire apparaître une équation d'Euler-Lagrange qui est doit être satisfaite par les géodésiques. C'est le cas pour une métrique de Finsler quadratiquement convexe par exemple.

## Courbure drapeau des métriques quadratiquement convexes
Soit {\displaystyle V} un champ de vecteur sur un ouvert O de la variété finslérienne {\displaystyle (M,F)}, dont la métrique est quadratiquement convexe. 
On peut alors définir sur O une métrique riemannienne {\displaystyle g^{V}}par l'égalité {\displaystyle g_{m}^{V}=g_{m,V(m)}}.
Considérons un segment géodésique {\displaystyle \gamma } et supposons que {\displaystyle V_{\gamma }} soit un champ de vecteur qui étend localement, sur un ouvert O contenant {\displaystyle \gamma }, le champ des vitesses  {\displaystyle {\dot {\gamma }}}. On peut ainsi considérer la métrique {\displaystyle g^{V_{\gamma }}} sur O.

### Propriété
La longueur de {\displaystyle \gamma } pour la métrique riemannienne {\displaystyle g^{V_{\gamma }}} est égale à sa longueur pour la métrique de Finsler {\displaystyle F}. En particulier elle ne dépend pas du champ {\displaystyle V_{\gamma }} .
La courbe {\displaystyle \gamma } est aussi une géodésique pour la métrique riemannienne {\displaystyle g^{V_{\gamma }}}.

### Définition de la courbure drapeau
La courbure drapeau d'une variété finslérienne est une fonction dépendant d'un point {\displaystyle m\in M}, d'un plan vectoriel {\displaystyle \sigma \subset T_{m}M} et d'un vecteur {\displaystyle v} non nul du plan {\displaystyle \sigma }. C'est la courbure sectionnelle {\displaystyle K_{g}(\sigma )} d'une métrique riemannienne de la forme {\displaystyle g=g^{V_{\gamma }}}, où {\displaystyle \gamma } est la géodésique partant de {\displaystyle m} à vitesse initiale {\displaystyle v}.